# Тони Хоук
Тони Хоук (произнася се почти Тони Хок, на английски: Tony Hawk) е професионален американски скейтбордист. Известен е със създаването на много акробатични трикове на скейтборд, но най-вече с първия успешен 900 в историята на този спорт. 900 представлява две и половина въртения във въздуха (на 900°) с приземяване във вътрешността на тръбата. Трикът е направен по време на телевизионно предаване на X Games, 27 юни 1999 година в Сан Диего, Калифорния. След това Тони престава да се занимава с професионален спорт, но все още понякога прави демонстрации. Занимава се също така с проектирането на ролъркостъри.

## Ранен живот
Тони Хоук е роден на 12 май 1968 г. в Сан Диего, Калифорния, в семейството на Нанси и Франк Питър Рупърт Хоук и е израснал в Сан Диего. Той има две по-големи сестри, Пат и Ленор, и по-голям брат, Стив.
Хоук посещава три гимназии и завършва гимназията Torrey Pines през 1986 г. Той изброява Стив Кабалеро и Кристиан Хосой като свои влияния по това време.

## Участия във филми
Тони Хоук е участвал в два сериала единия е „Зик и Лутър“ по Дисни Ченъл, а другия е „Какво харесвам в теб“ по Fox Life.

## Видеоигри
- Tony Hawk’s Pro Skater (1999)
- Tony Hawk’s Pro Skater 2 (2000)
- Tony Hawk’s Pro Skater 3 (2001)
- Tony Hawk’s Pro Skaters 4 (2002)
- Tony Hawk’s Underground (2003)
- Tony Hawk’s Underground 2 (2004)
- Tony Hawk’s Underground 2 Remix (2005)
- Tony Hawk’s American Wasteland (2005)
- Tony Hawk’s American Sk8land (2005)
- Tony Hawk’s Project 8 (2006)
- Tony Hawk’s Downhill Jam (2006)
- Tony Hawk’s Proving Ground (2007)
- Tony Hawk: Ride Fall (2009)